# Luise Solmitz
Marie-Luise Solmitz geborene Stephan (* 25. Mai 1889 in Altona als Marie Louise Martha Stephan; † 19. Dezember 1973 in Hamburg-Eimsbüttel) war eine Hausfrau und Mutter aus dem Hamburger Bürgertum, die durch ihre Tagebücher der Jahre 1905 bis 1973 bekannt wurde. Sie sind eine wichtige Quelle der Geschichtswissenschaft.

## Leben
Luise Stephan wurde 1889 geboren. Der 1895 in Altona bei Hamburg geborene Politiker Werner Stephan war ihr jüngerer Bruder. Sie heiratete Friedrich Solmitz (1877–1961), der jüdischer Abstammung war, dies aber in den Jahren der Weimarer Republik verheimlichte. Beide hatten gemeinsam die Tochter Gisela (* 1920).
Luise Solmitz wurde 1932 zu einer glühenden Verehrerin Adolf Hitlers und dokumentierte ihren Blick auf die politische Entwicklung in ihrem handgeschriebenen Tagebuch. Ab 1933 wurde ihr Mann als Jude vom Naziregime verfolgt, besaß aber als ehemaliger „Frontkämpfer“ des Ersten Weltkriegs und durch die Ehe mit einer „Arierin“ mehr Schutz als andere Juden. 1943 wurde er zur Zwangsarbeit herangezogen und überlebte den Krieg.
Noch im März 1933 denunzierte Luise Solmitz als Anhängerin des Naziregimes ihren Bruder Werner Stephan als Nazigegner, was für diesen aber keine Folgen hatte. Später distanzierte sie sich in ihren Tagebüchern mehr und mehr vom Regime.

## Die Tagebücher
Die handgeschriebenen Tagebücher von Luise Solmitz umfassen 65 Bände. Sie beginnen am 26. April 1905, enden am 18. Dezember 1973 und liegen im Staatsarchiv Hamburg. Auszüge wurden 2013 und 2022 veröffentlicht.